# 许寂
许寂（9世纪—936年7月5日），字闲闲，中国五代十国时期政权前蜀官员，在末代皇帝王衍年间拜为宰相。

## 家世
许寂是会稽人。祖父许秘，闻名会稽。许寂年轻时好山水，泛览经史，精通三式，住在四明山，向一位被称为“晋征君”的学者学习《易经》。尤其精通《易经》卦象。
唐昭宗闻其名，召他于内殿问对。当时昭宗正和伶人品味筚篥，事后才对许寂命坐赐果，问《易经》之义。许寂退下后，对他人说：“皇帝迷惑声乐而非政事。我听说人君应该昭德塞违，明示百官，百官再效仿。现在皇帝不放弃贱事，追求其完美，君道衰亡了。”不久请求回山，寓居江陵，不吃饭只吃芝草以修行，适性而为。天祐年间，忠义军节度使赵匡凝、荆南节度使赵匡明兄弟深深礼遇许寂，许寂教授他们保养之道。许寂被除谏官，不赴任，汉南人称他为征君。
大军阀宣武军节度使朱全忠击败赵匡凝并迫使其出奔后，二年（905年），赵匡明面临朱全忠即将来攻的威胁，决定逃奔西川节度使王建处。许寂同行，王建闻许寂之名，为他设立学馆，待以师礼。

## 王建年间
天祐四年（907年），朱全忠迫使唐哀帝禅位于他，结束了唐朝，建立后梁后，王建等军阀拒绝承认新皇帝朱全忠，王建自行建立蜀国（史称前蜀），称帝。以许寂为左谏议大夫，判门下省。许寂为前蜀作书答朱全忠聘，并得后梁赏赐右件鞍辔马腰带甲胄枪剑麝脐琥珀玳瑁金棱碗越瓷器并诸色药物等，作书答谢。武成初年，上《求贤书》，得王建嘉奖并采纳。与王建族子中书令王宗寿、孟继平、杨珍为入室清谈之友。永平三年（913年）六月，王建命金紫光禄大夫、左谏议大夫、蔡国公广成先生杜光庭选择纯静有德者侍奉皇太子王元膺，在杜光庭推荐下，以许寂和与许寂同为儒者的徐简夫为太子僚属，但太子不礼待他们，不和他们说话，每天和乐工和所宠众人嬉戏无度，僚属不敢劝谏。不久，许寂被升为吏部侍郎。七月，王元膺和王建近臣太子少保唐道袭武装冲突后被杀。十月，王建立幼子郑王王宗衍为皇太子。未详许寂升官与王元膺之死孰先孰后。

## 王衍年间
光天元年（918年）六月，王建崩，王宗衍继位，改名王衍。同月，高级宰相太傅、门下侍郎、同平章事张格因与先前意图趁王建之病夺权而被诛的宦官内飞龙使唐文扆亲近，被贬。张格的很多亲近者也受连累被贬或流放，许寂作为其中之一也被贬。久后，许寂才被重新提拔为礼部尚书。
乾德六年（924年）七月，许寂被任为中书侍郎，授同中书门下平章事，为宰相。十二月，已从贬所被召回并官居右仆射的张格被再度拜相。张格最初获罪时，中书吏王鲁柔落井下石，张格于是趁机报复，寻事由杖杀了他。许寂对他人说：“张公才高而识浅，杀了一个王鲁柔，让他人担心自己的安危了！这是取祸之端。”

## 前蜀灭亡后
乾德七年（925年），已于先前灭后梁的前蜀东北邻国后唐灭前蜀。许寂和一批前蜀官员包括同僚宰相王锴在内投降唐军，与诸将佐家族数千人被带到后唐都城洛阳，被授工部尚书致仕，就地居住。他修葺园馆，引水为溪，架起大型竹子为浮桥，称竹子能化龙，称之为“会龙桥”。当时许寂已年老，仍精神矍铄，安静寡言，用蜀语说“可怪可怪”，人们不能知道他的底细。清泰三年六月病卒，年八十余。子孙位至省郎。

## 轶闻
许寂年轻时居住在四明山学剑。一晚，有村民夫妇拿着一壶酒拜访许寂一起喝酒，轮流歌唱以取悦他。许寂喝完酒，听闻室内戛戛有声，视之，有数把剑飞跃。许寂很惧怕，夫妇俩看着他笑道：“我们是以薄技助酒兴，惧怕什么？”于是举手叱剑，剑都进入他们指端，至夜分，他们才离去。次日，有二僧人到，许寂向他们说了这件事。僧人说：“知道君好剑术，想来相教罢了。愿公不要好学，神仙清净事和这不一样。诸侠都是鬼，是阴物，故妇人与僧尼都学之。”说完，要来水洗脚，以净水擦拭之，腾空而去。

## 评价
- 《十国春秋》论曰：许寂温和而儒素，王锴淹洽而有文，黼黻太平，宜矣，迺社稷倾危，勿之能救，其罪均也。

## 延伸阅读
[在维基数据编辑]
 《舊五代史/卷71》，出自薛居正《舊五代史》